# Hermann Noack (Philosoph)
Hermann Noack (* 23. Februar 1895 in Hamburg; † 19. November 1977 in Hamburg) war ein deutscher Philosoph, der sich in der Zeit des Nationalsozialismus zur Sicherung seiner Karriere dem System angepasst hat.

## Leben
Noack stammte aus einer Hamburger Kaufmannsfamilie und begann nach dem Abitur 1914 ein Studium der Architektur an der Technischen Hochschule Stuttgart. Als Kriegsfreiwilliger im Ersten Weltkrieg wurde er an der Westfront eingesetzt und zum Leutnant befördert. Er nahm an den Schlachten an der Somme und um Arras teil und geriet 1917 in englische Kriegsgefangenschaft. Nach seiner Entlassung 1919 begann er 1920 in Hamburg ein Studium der Philosophie. Zwei Semester verbrachte er in Freiburg, wo er Martin Heidegger und Edmund Husserl hörte. Seine Dissertation schrieb er bei Ernst Cassirer und Albert Görland mit Promotion im Jahr 1923. Es folgte die Habilitation im Jahr 1926. Hier forderte Noack in einer Kritik an der geistigen Zersplitterung der Wissenschaften, am Historismus und am Relativismus Einheit und Ganzheit in einer „Gemeinschaft des Verstehens“, durch die erst die „eigentliche menschliche Existenz“ zu Tage tritt. Im Anschluss war Noack als Privatdozent am Philosophischen Seminar sowie als Lehrer an der Hamburger Volkshochschule und an der „Fichte-Hochschule“ tätig. In dieser Zeit befasste Noack sich gemeinsam mit Joachim Ritter, Siegfried Landshut und Ludwig Landgrebe mit den Pariser Manuskripten von Karl Marx, die Landshut im Archiv der SPD entdeckt hatte. Im Dezember 1932 wurde er zum nicht beamteten außerordentlichen Professor ernannt.
Als Cassirer nach der „Machtergreifung“ durch die Nationalsozialisten 1933 sein Amt unmittelbar niederlegte, äußerte Noack auf einer privaten Abschiedsveranstaltung, ebenfalls aus der Universität ausscheiden zu wollen. Daraufhin redeten sowohl Cassirer als auch der ebenfalls anwesende Görland ihm zu, im Dienst zu verbleiben, um durch die Philosophie ein Gegengewicht zur Weltanschauung des Nationalsozialismus zu bilden. Dabei hatten beide wohl nicht mit der drastischen Wende in der Haltung Noacks gerechnet. Tony Cassirer, die Witwe von Ernst Cassirer, sprach nach dem Krieg davon, dass er ebenso wie Ritter umgefallen sei wie ein „Zinnsoldat“. Wenn auch kein ausgesprochener Nazi, so sei er doch ein „geduldiger Mitläufer“ gewesen, der in der Zeit des Nationalsozialismus Karriere gemacht habe. Bereits im November 1933 trat Noack in die SA ein und unterzeichnete das „Bekenntnis der Professoren an den deutschen Universitäten und Hochschulen zu Adolf Hitler und dem nationalsozialistischen Staat“.
In der Folge wurde Noack SA-Schulungsleiter und erschien sogar in SA-Uniform an der Universität. Weitere Mitgliedschaften in NS-Organisationen waren NSDDB, NSV, NSLB, NS-Altherrenbund und NS-Reichskriegerbund. Weiterhin besuchte er SA- und Dozenten-Lager, wurde SA-Kameradschaftsführer und stellvertretender Schulungsleiter seiner SA-Standarte. Im Jahr 1935 wurde Noack von der Fakultät für die Nachfolge Görlands auf einem Extraordinariat vorgeschlagen. In der Begründung hieß es, er habe sich den „neuen Aufgaben der Philosophie im nationalsozialistischen Deutschland mit Ernst und Hingabe“ zugewandt. Dies zeige sich zum Beispiel in seiner Tätigkeit als SA-Mitglied, als Mitarbeiter in der politischen Fachgemeinschaft der Fakultät und als Lehrgangsleiter an der Gauführerschule Rissen. Nach einer Visitation durch einen Referatsleiter des Reichserziehungsministeriums hatte sich dieser für eine Ernennung Noacks ausgesprochen. Neben dem Hamburger Dozentenbund stellte sich jedoch insbesondere Alfred Baeumler einer Berufung entgegen:
„Von Hermann Noack-Hamburg liegt das Werk vor: ‚Geschichte und System der Philosophie’ (1928). Das Buch ist in einer Sammlung erschienen, die von Ernst Cassirer, Albert Görland und Hermann Noack herausgegeben wurde. Methode und Ergebnis des Buches stimmen völlig mit den Tendenzen der von Cohen gegründeten Marburger Richtung des Neukantianismus überein. Die Arbeit ist eine reine Arbeit der genannten Schule. Sie teilt den sterilen Formalismus der Richtung und die auf den Begriff der Einheit konvergierende Problemstellung. Zitiert werden fasst ausschließlich die jüdischen Autoren der Marburger Schule. Irgendeine Selbständigkeit oder Originalität ist nicht zu erkennen. Das Werk muß als ergebnisloses Produkt einer durch die Ereignisse überholten, einstmals sich über Gebühr an den Universitäten sich ausbreitenden Denkrichtung restlos abgelehnt werden.“
Auf das neue Buch Noacks (Symbol und Existenz der Wissenschaft, 1936) hatte Baeumler keinen Bezug genommen. Diese „Grundlegung einer philosophischen Wissenschaftslehre“ war nun ganz im nationalsozialistischen Sinne formuliert. Statt die Neukantianer zitierte Noack nun Houston Stewart Chamberlain, Lagarde, Krieck, Bäumler oder Frank (insb. 220–227). Die „konkrete Idee des naturverwachsenen, rassischen Menschen“ sei stärker als das „rationalistische Idol der abstrakten Menschheit“ (213/221) Aus der „Gemeinschaft des Verstehens“ wurde die Volksgemeinschaft, der die Wissenschaft zu dienen habe. Aufgabe der Wissenschaft ist die „Erziehung eines neuen akademischen Menschentyps“ und die Errichtung einer „politischen Universität“ (2). Im Jahr 1937 kam es schließlich doch zur Berufung Noacks, der damit zum ersten Mal eine Stelle mit einem gesicherten, auskömmlichen Einkommen innehatte. Nach Aufhebung der Aufnahmesperre beantragte Noack am 29. Mai 1937 die Aufnahme in die NSDAP und wurde rückwirkend zum 1. Mai desselben Jahres aufgenommen (Mitgliedsnummer 5.404.810).
Noack wurde zu Beginn des Zweiten Weltkrieges als Hauptmann zur Wehrmacht eingezogen und sowohl an der Westfront als auch an der Ostfront eingesetzt. Hier hielt er unter anderem Vorträge über „das deutsche Geschichtsbewusstsein“ oder „die national-sozialistische Weltanschauung“. Ab 1942 war er Angehöriger des „Sonderkommandos Einsatzstab Reichsleiter Rosenberg“ (ERR) und war von Juni 1942 bis Juli 1943 in Paris eingesetzt. Zu den Aufgaben des EER gehörte die Beschlagnahme von Kunst- und Kulturgütern. Anfang 1944 war Noack in Pleß und in Ratibor für das ERR tätig, wo gezielt aus jüdischem und staatlichem Besitz stammende Bücher zu Bibliotheken zusammengestellt wurden. „Noacks Aufgaben lagen vermutlich vor allem auf den Gebieten der Auswertung der geraubten Bücher und Archivalien oder in der Sammlung von Arbeitsmaterialien über ‚weltanschauliche Gegner’, die aus dem Raubgut für die nationalsozialistische Kulturpropaganda zusammengestellt wurden.“ Im August 1944 wurde er auf Bewirken des Amtes Rosenberg unabkömmlich gestellt und nahm seine Lehrtätigkeit im Wintersemester 1944/45 wieder auf. Zugleich war er weiterhin für das Amt tätig und arbeitete in einer von dem Historiker Erwin Hölzle koordinierten „Arbeitsgemeinschaft zur Erforschung der bolschewistischen Weltgefahr“. Vortragsthemen waren „Ursachen und Grundlagen des britischen Imperialismus“ oder „Begriff und Funktion der Praxis im historischen Materialismus“.

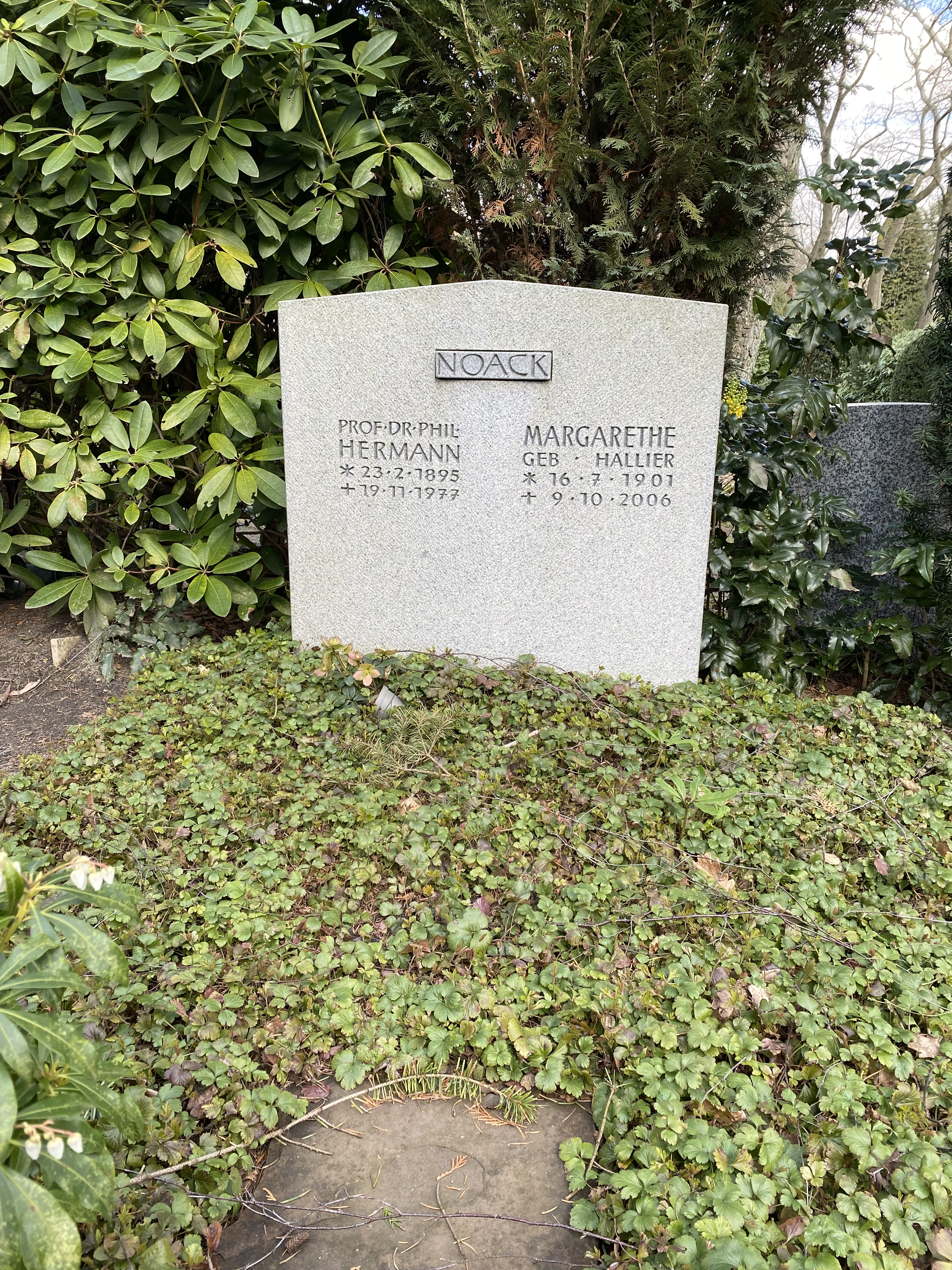
Grabstätte auf dem Friedhof Blankenese

Nach Kriegsende wurde Noack aus dem Hochschuldienst entlassen. Er sei als „Aktivist in einer so auffallend eindeutigen und konsequenten Weise für den Nationalsozialismus eingetreten“, dass er nicht mehr weiter beschäftigt werden könne. Hier half auch nicht die positive Begutachtung durch Albert Görland. In seinem Entnazifizierungsverfahren wurde er zunächst in Kategorie IV (Mitläufer) eingestuft, konnte 1949/50 dann eine Neueinstufung in Kategorie V erreichen, die eine Wiedereinstellung ermöglicht hätte. Nachdem ihm der Weg an die Universität versperrt war, konnte er 1952 eine Anstellung als Studienleiter an der Evangelischen Akademie von Kurhessen und Waldeck (Guntershausen) und später Evangelischen Akademie von Kurhessen und Waldeck (Hofgeismar) finden. 1956 erhielt er schließlich die Möglichkeit als Emeritus und entpflichteter außerordentlicher Professor Vorlesungen zu halten. Philosophisch arbeitete Noack nach dem Krieg vorwiegend im Bereich der Philosophiegeschichte.
Noack war Mitherausgeber des Evangelischen Kirchenlexikons. Er verstarb 82-jährig in seiner Geburtsstadt und wurde auf dem dortigen Friedhof Blankenese beigesetzt.

## Schriften
Auswahl:
- Die systematische und methodische Bedeutung des Stilbegriffs. Phil. Diss. (Ms.), Hamburg 1923.
- Vom Wesen des Stils. In: Die Akademie, Heft 2, S. 117–182; Heft 4, S. 63–114.
- Geschichte und System der Philosophie. Untersuchungen über die Begründbarkeit ihrer Einheit im kritisch-idealistischen Begriff der Systematik selbst, Hamburg 1928.
- Ludwig Klages als Ankläger des Geistes. In: Zeitwende, Band 11, 1934/35, S. 193–204.
- Das Schicksal des deutschen Idealismus als Problem der deutschen Gegenwart. In: Neue Jahrbücher für Wissenschaft und Jugendbildung (NJWJk), Band 11, 1935, S. 1–14.
- Symbol und Existenz der Wissenschaft. Untersuchungen zur Grundlegung einer philosophischen Wissenschaftslehre, Halle 1936.
- Rosenberg und die Zukunftsaufgabe der deutschen Philosophie. In: Hansische Hochschulzeitung (HHZ) 19, 1937/38, Heft 10, S. 1–8.
- Das geschichtliche Wachsen des europäischen Gesamtbewußtseins. In: Auswärtige Politik. Monatshefte des Deutschen Instituts für Außenpolitische Forschung, Berlin und des Hamburger Institut für Auswärtige Politik, Band 11, 1944, S. 277–287.
- Sprache und Offenbarung, Gütersloh 1960.
- Die Philosophie Westeuropas im 20. Jahrhundert, 1962, 4. Aufl. Darmstadt 1976.
- Deutsche Geisteswelt, 2 Bände, Hanau 1986 (Band 1: 1953).
- Allgemeine Einführung in die Philosophie. Probleme ihrer gegenwärtigen Auslegung, 1972, 4. Aufl. 1991.